# 아프구예
아프구예(Afgooye, 소말리아어: Afgooye, 아랍어: أفجويى, 이탈리아어: Afgoi)는 소말리아 남동부 샤벨라하호세주 지역에 있는 도시이다. 아프구예 지구의 중심이다. 아프구예는 남서부 주에서 세 번째로 큰 도시이다. 아프구예는 모가디슈에서 북쪽으로 30km 떨어진 셰벨 계곡 하류에 있는 가장 오래된 도시 중 하나이다. 아프구예는 1896년 라풀(Lafoole) 전투 현장에 세워진 소말리아 최초의 교육 대학인 라풀 대학이 있는 곳이다. 아프구예는 강변에서 새해를 기념하는 연례 "막대기 싸움"(stick fight) 카니발인 이스툰카(Istunka)로도 유명하다. 중세 시대에는 실키스(Silcis) 왕조의 무역 중심지였으며, 이후 아주란(Ajuran)의 지배를 받게 되었다. 17세기 후반 아프구예는 겔레디 술탄국의 수도가 되었다.